# Погрібний Денис Сергійович
Денис Сергійович Погрібний (27.11.1981 р. у м. Жовті Води, Дніпропетровська область — 18.09.2021 р. м. Київ) — український дипломат. Тимчасовий повірений у справах України в Республіці Узбекистан.

## Життєпис
Народився 27.11.1981 р. у м. Жовті Води, Дніпропетровська область, Україна. У 2003 році закінчив Київський національний економічний університет, за спеціальністю правознавство та у 2005 році — Дипломатичну академію України при МЗС України за спеціальністю «зовнішня політика» із відзнакою.
2002—2006 — Управління міжнародних зв'язків апарату Київської міської державної адміністрації;
2006—2010– третій секретар, другий секретар посольства України в Республіці Узбекистан;
2010—2012 — другий секретар відділу країн Південно-Східної Азії та Океанії Шостого територіального департаменту МЗС України;
2012—2013 -  перший секретар по посаді заступника начальника відділу країн Східної Азії Управління країн Середнього Сходу, Південної Азії та Азіатсько-Тихоокеанського регіону Четвертого територіального департаменту МЗС України;
2013—2016 — начальник відділу Східної Азії Департаменту країн Азіатсько-Тихоокеанського регіону МЗС України;
2016—2019 — робота в  Посольстві України в Туркменістані та Посольстві України в Республіці Узбекистан;
З 04.2019 — Тимчасовий повірений у справах України в Республіці Узбекистан;
З 2020 р. Начальник відділу міжранордних проєктів економічного розвитку Департаменту економічної Дипломатії МЗС України.